# Tert-Butylate de lithium
Le tert-butylate de lithium est un composé chimique de formule LiOC(CH3)3. Ce composé organique du lithium se présente comme un solide blanc utilisé comme base forte en synthèse organique. Souvent décrit comme un sel, il se conduit souvent comme tel mais n'est pas ionisé en solution. La cristallographie aux rayons X a permis d'identifier des formes octamériques et hexamériques.
Les tert-butylate de lithium est disponible commercialement sous forme solide ou en solution, mais est généralement produit in situ pour une utilisation en laboratoire parce que les échantillons produits vieillissent mal. On l'obtient en traitant du tert-butanol avec du n-butyllithium.
Le tert-butylate de lithium est facilement protoné. On l'utilise par exemple pour préparer d'autres tert-butylates, comme le tert-butylate de cuivre(I) CuOC(CH3)3 et l'hexa(tert-butoxy)dimolybdène(III) (((CH3)3CO)3Mo)2 :
2 MoCl3(thf)3 + 6 LiOBu-t ⟶ Mo2(OBu-t)6 + 6 LiCl + 6 thf.